# Zrození šampióna
Zrození šampióna (v anglickém originále The Blind Side) je americký biografický sportovní dramatický film z roku 2009. Scénář napsal na základě knihy The Blind Side: Evolution of a Game Michaela Lewise John Lee Hancock, který film zároveň režíroval. Příběh sleduje Michaela Ohera v podání Quintona Aarona, hráče amerického fotbalu během jeho studia na střední škole, jeho adopci Seanem a Leigh Anne Tuohy a to, jak se stal nejvyhledávanějším hráčem v univerzitním fotbalu. Roli Leigh Anne Tuohy ztvárnila Sandra Bullock, která byla za svůj výkon oceněna mj. Oscarem za nejlepší ženský herecký výkon a Zlatým glóbem ve stejné kategorii. Film samotný byl nominován na Oscara za nejlepší film.

## Děj
Většinu dětství strávil sedmnáctiletý Michael Oher v různých pěstounských rodinách v Memphisu. Pokaždé, když je umístěn do nové rodiny, uteče. Otec jeho přítele, u kterého Mike přespal, se zeptá Burta Cottona, trenéra z křesťanské školy Wingate, jestli by nemohl pomoci s Mikeovým zápisem do školy. Trenér nadšený z Mikeových předpokladů pro americký fotbal zařídí Mikeovi místo ve škole i přes jeho nedostatečné školní výsledky.
V nové škole se Michael spřátelí s chlapcem jménem SJ (zkratka z Sean Jr.). SJova matka Leigh Anne Tuohy je interiérová designérka a manželka bohatého businessmana Seana Tuohy. Po školní večerní hře na Den díkůvzdání si Leigh Anne všimne Michaela, jak jde po sám po silnici. Když se dozví, že Michael má v plánu strávit chladnou noc venku, nabídne mu místo k přespání u nich doma. Když další den ráno uvidí, jak Michael odchází, nabídne mu, aby u nich strávil svátky. Postupně se Michael stane členem rodiny Tuohy i přes podiv bohatých kamarádek Leigh Anne. Jedna z nich dokonce ke znechucení Leigh Anne řekne, že Leighina dcera Collins není v Michaelově přítomnosti v bezpečí.
Když se Leigh Anne snaží stát se Michaelovou zákonnou opatrovnicí, dozví se, že byl odebrán své drogově závislé matce v sedmi letech a že nikdo nezná její místo pobytu. Dozví se také, že i přes slabé výsledky ve všech kategoriích, má Michael 98 percentilů v ochranných instinktech.
Poté, co si Michael zlepší známky, může se stát členem školního fotbalového týmu. I přes nejistý start se Michael brzy stane hvězdou. SJ pošle videa s ukázkami Michaelovy hry trenérům univerzitních mužstev. Leigh Anne zjistí, že pro získání sportovního stipendia na univerzitě potřebuje Michael průměr alespoň 2,5, a tak se rozhodne najmout pro něj učitelku Sue. Někteří učitelé ze školy chlapci rovněž pomohou, a tak nakonec skončí s průměrem 2,52 (v americkém systému to znamená lepší výsledek, než 2,5).
Leigh Anne dává jasně najevo, že před ostatními univerzitami preferuje University of Mississippi (Ole Miss), protože tam studovala ona i manžel. Michaelova učitelka Sue, další absolventka Ole Miss, řekne Michaelovi, který nemá rád hororové filmy, že FBI pohřbívá pokusná lidská těla pod hřištěm University of Tennessee. Navíc tuto školu nemá ráda Leigh Anne. Michael se tedy rozhodne pro Ole Miss.
Michael a rodina Tuohyových se pak dostanou do vyšetřování Národní vysokoškolské atletické asociace (NCAA). Vyšetřovatelka řekne Michaelovi, že Tuohyovi jsou sponzoři a podporovatelé Ole Miss a že jeho trenér ze střední dostal práci na téže škole chvíli poté, co Michael přijal jejich nabídku. Michael se naštve a zeptá se Leigh Anne, jestli se ho ujala jen proto, aby hrál za její alma mater. Michael se pak vydá do čtvrti, kde bydlí jeho biologická matka. Jeho staří přátelé ho přivítají, ale pak má jeden z nich nevhodné poznámky o Leigh Anne a Collins. Michael se naštve, zbije ho a uteče.
Leigh Anne po Michaelovi pátrá. Ten jí nakonec zatelefonuje a oba se setkají. Leigh Anne mu řekne, že bude podporovat jakékoli jeho rozhodnutí. Michael pak vyšetřovatelce vysvětlí, že chce jít na Ole Miss, protože tam studovala celá jeho rodina.
Tuohyovi vezmou později Michaela do kampusu Ole Miss, aby začal žít univerzitní život. Film končí emotivním rozloučením Leigh Anne a Michaela. Během závěrečných titulků se objevují fotografie skutečného Michaela Ohera a rodiny Tuohyových.

## Obsazení
| Sandra Bullock | Leigh Anne Tuohy        |
| Quinton Aaron  | Michael "Big Mike" Oher |
| Tim McGraw     | Sean Tuohy              |
| Jae Head       | Sean "S.J." Tuohy, Jr.  |
| Kathy Bates    | slečna Sue              |
| Lily Collins   | Collins Tuohy           |
| Ray McKinnon   | trenér Cotton           |
| Kim Dickens    | paní Boswellová         |
| Adriane Lenox  | Denise Oher             |

## Výroba
Rozpočet filmu činil 29 milionů dolarů. Natáčení školních scén probíhalo ve školách Atlanta International School a The Westminster Schools v Atlantě v Georgii a ve filmu účinkuje mnoho tamních studentů.
Role Leigh Anne Tuohy byla původně nabídnuta Julii Roberts, ale ta roli odmítla, stejně jako roli, kterou nakonec získala Sandra Bullock ve filmu Návrh. Bullock tuto roli nejdříve rovněž odmítala, protože nechtěla hrát zbožnou křesťanku, ale nakonec souhlasila dokonce se sníženým honorářem a s tím, že bude mít podíly na zisku filmu.

## Ohlas
Zrození šampióna si vysloužilo smíšené až pozitivní reakce kritiky. Server Rotten Tomatoes uvádí, že 66% ze 185 zahrnutých recenzí je pozitivních. Server uvádí: "Některým divákům to může připadat moc, ale Zrození šampióna má výhodu dobrého zdrojového materiálu a dobrého výkonu Sandry Bullock." Server Metacritic hodnotí film 53 body ze 100 na základě 29 recenzí. Uživatelé ČSFD snímek hodnotí průměrně 82%.
Během prvního víkendu po uvedení ve Spojených státech snímek v kinech utržil 34,5 milionů dolarů a stal se tak druhým nejúspěšnějším filmem víkendu po filmu Twilight sága: Nový měsíc. Jedná se zároveň o nejúspěšnější první víkend filmu se Sandrou Bullock. Na začátku ledna 2010 film překonal v domácích tržbách hranici 200 milionů dolarů a stal se tak prvním filmem prezentovaným na plakátech se jménem pouze jedné herečky, který tuto hranici překonal.
Sandra Bullock za svůj herecký výkon získala Oscara, Zlatý glóbus, Screen Actors Guild Award, People's Choice Award, Teen Choice Award a Critics’ Choice Award. Samotný film byl nominován na Oscara za nejlepší film a získal Teen Choice Award.